# Lobeira (Ourense)
Lobeira ist ein Ort und das Verwaltungszentrum einer Gemeinde (municipio) mit 718 Einwohnern (Stand: 2024) in der Provinz Ourense in der Autonomen Region (Comunidad Autónoma) Galicien im Nordwesten Spaniens.

## Lage und Klima
Lobeira liegt etwa 55 km südsüdwestlich von Ourense an der Grenze zu Portugal in einer Höhe von ca. 680 m. 
Das vom Atlantik geprägte Klima ist gemäßigt und nicht selten regnerisch.

## Bevölkerungsentwicklung der Gemeinde
Legende: Lobera___Lobeira

Quelle: INE-Archiv – grafische Aufarbeitung für Wikipedia
Durch Fortzug in die umliegenden Städte ist die Bevölkerung seit den 1950er Jahren stetig gesunken.

## Gemeindegliederung
Die Gemeinde Lobeira ist in acht Parroquias gegliedert:
| Parroquias          | Patrozinium    | Einwohner 2024 | Fläche km² | Dichte Einw./km² | Höhe msnm | Ortskennzahl |
| ------------------- | -------------- | -------------- | ---------- | ---------------- | --------- | ------------ |
| A Fraga             | San Bartolomeu | 39             | 12,85      | 3                | 1020      | 32041010000  |
| Lobeira             | San Vicente    | 223            | 5,97       | 37               | 671       | 32041040000  |
| Monte Longo         | Santa Cristina | 57             | 7,72       | 7                | 736       | 32041050000  |
| Parada              | Santa Eufemia  | 56             | 8,83       | 6                | 772       | 32041060000  |
| San Martiño de Grou | San Martiño    | 10             | 0,74       | 14               | 0         | 32041020000  |
| San Xes de Vilariño | San Xes        | 215            | 23,32      | 9                | 713       | 32041080000  |
| Santa Comba         | San Trocado    | 43             | 1,84       | 23               | 0         | 32041070000  |
| Santa Cruz de Grou  | Santa Cruz     | 125            | 7,59       | 16               | 438       | 32041030000  |

## Wirtschaft
| Ackerbau, Viehzucht und Fischerei                                                  | 024 | 014,81 |
| Industrie                                                                          | 021 | 012,96 |
| Bauwirtschaft                                                                      | 011 | 06,79  |
| Dienstleistungsbetriebe                                                            | 106 | 065,43 |
| Total                                                                              | 162 | 100,00 |
| * Daten aus dem Statistischen Amt für Wirtschaftliche Entwicklung in Galicien, IGE |     |        |

## Sehenswürdigkeiten

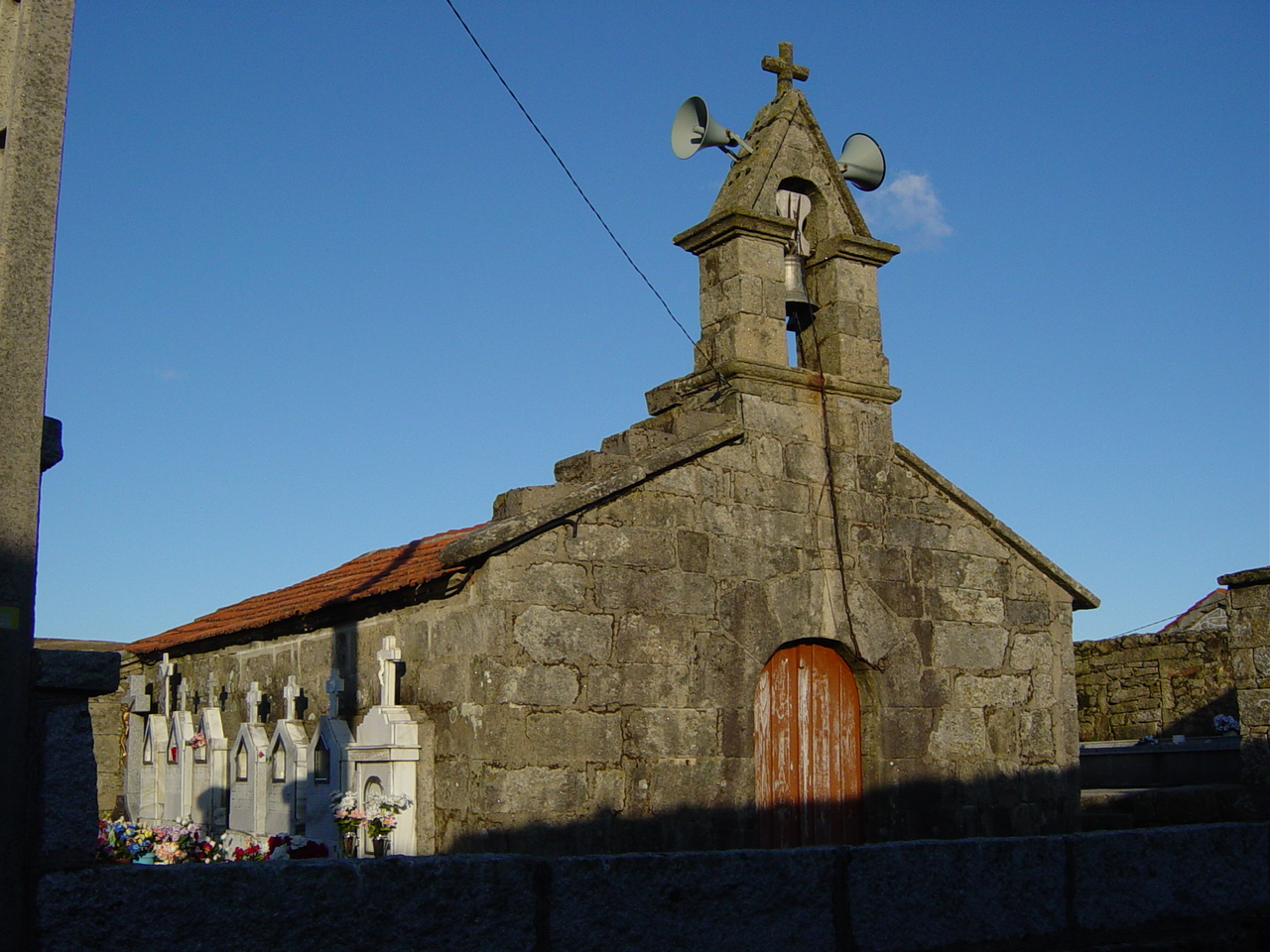
Bartholomäuskirche in A Fraga
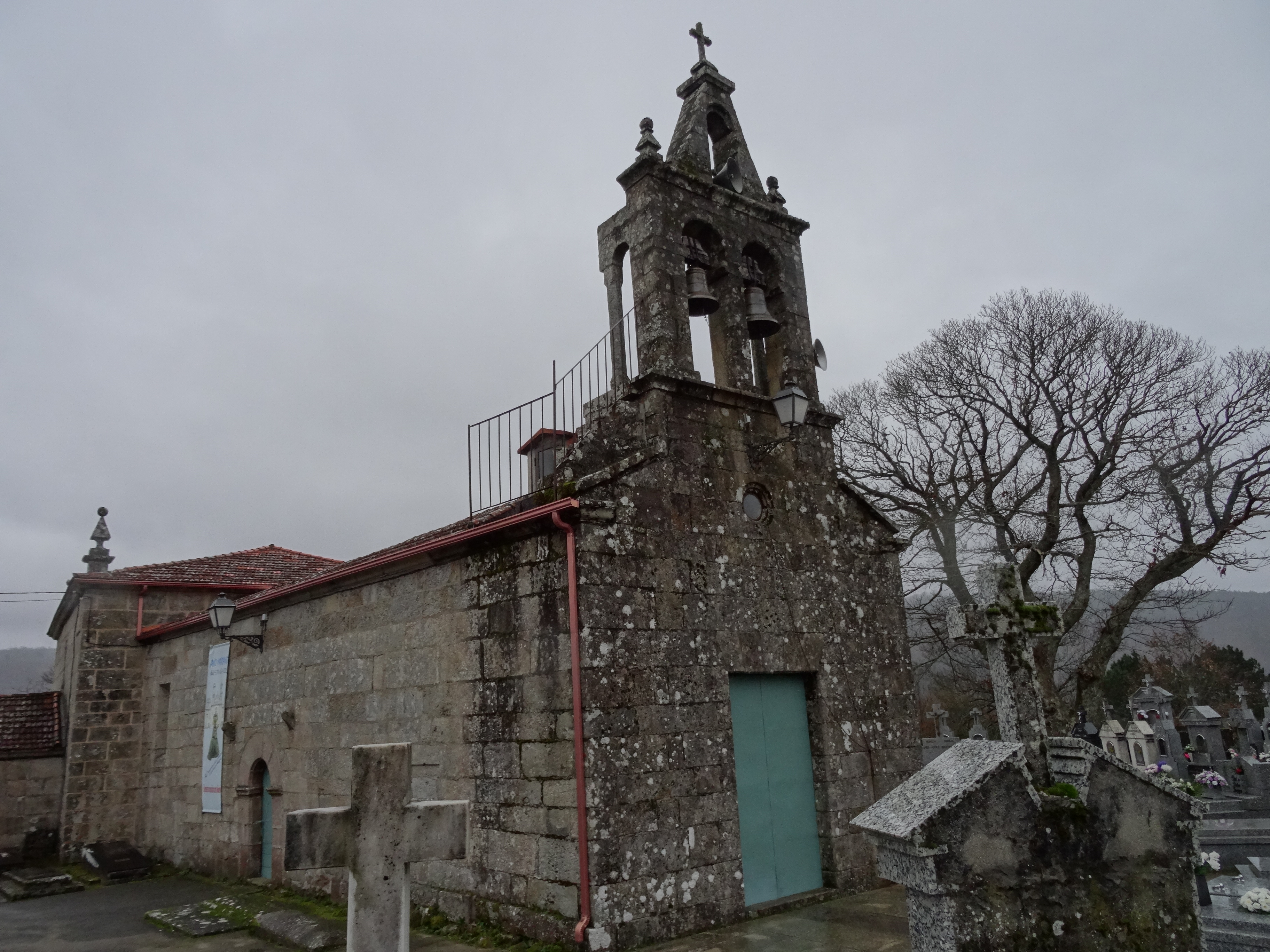
Vinzenzkirche in Lobeira
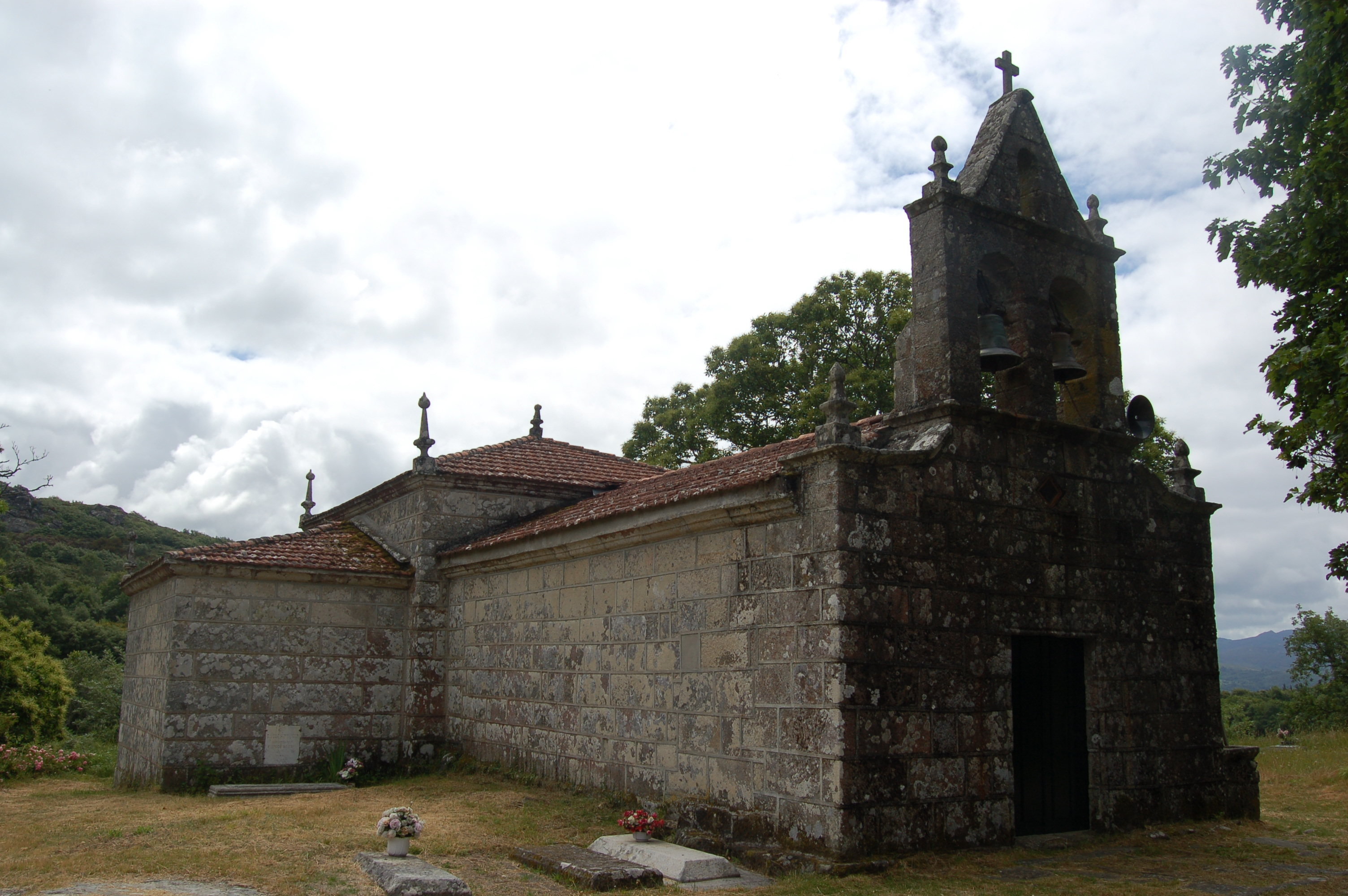
Christinenkirche in Montelongo
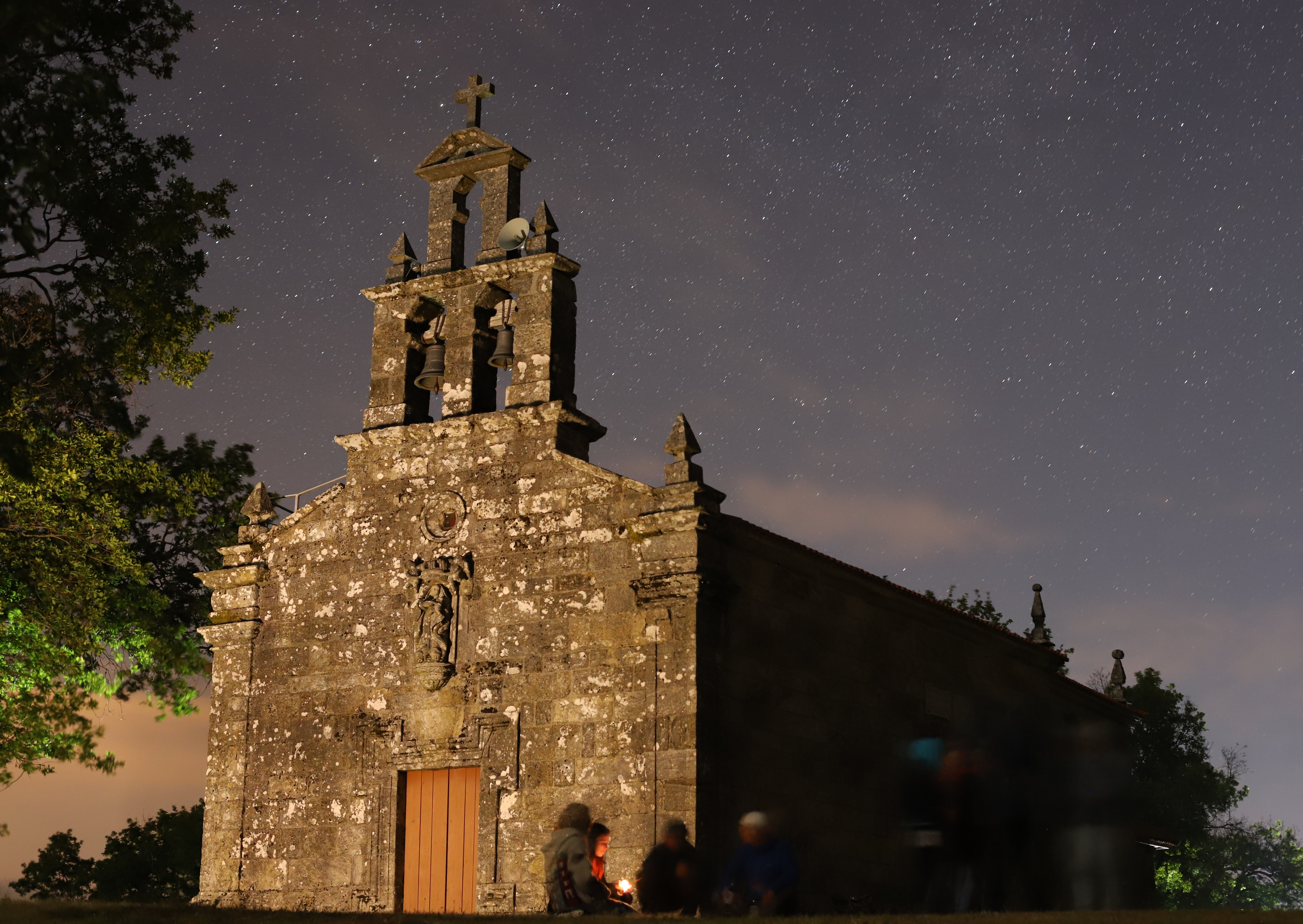
Wallfahrtskirche El Viso
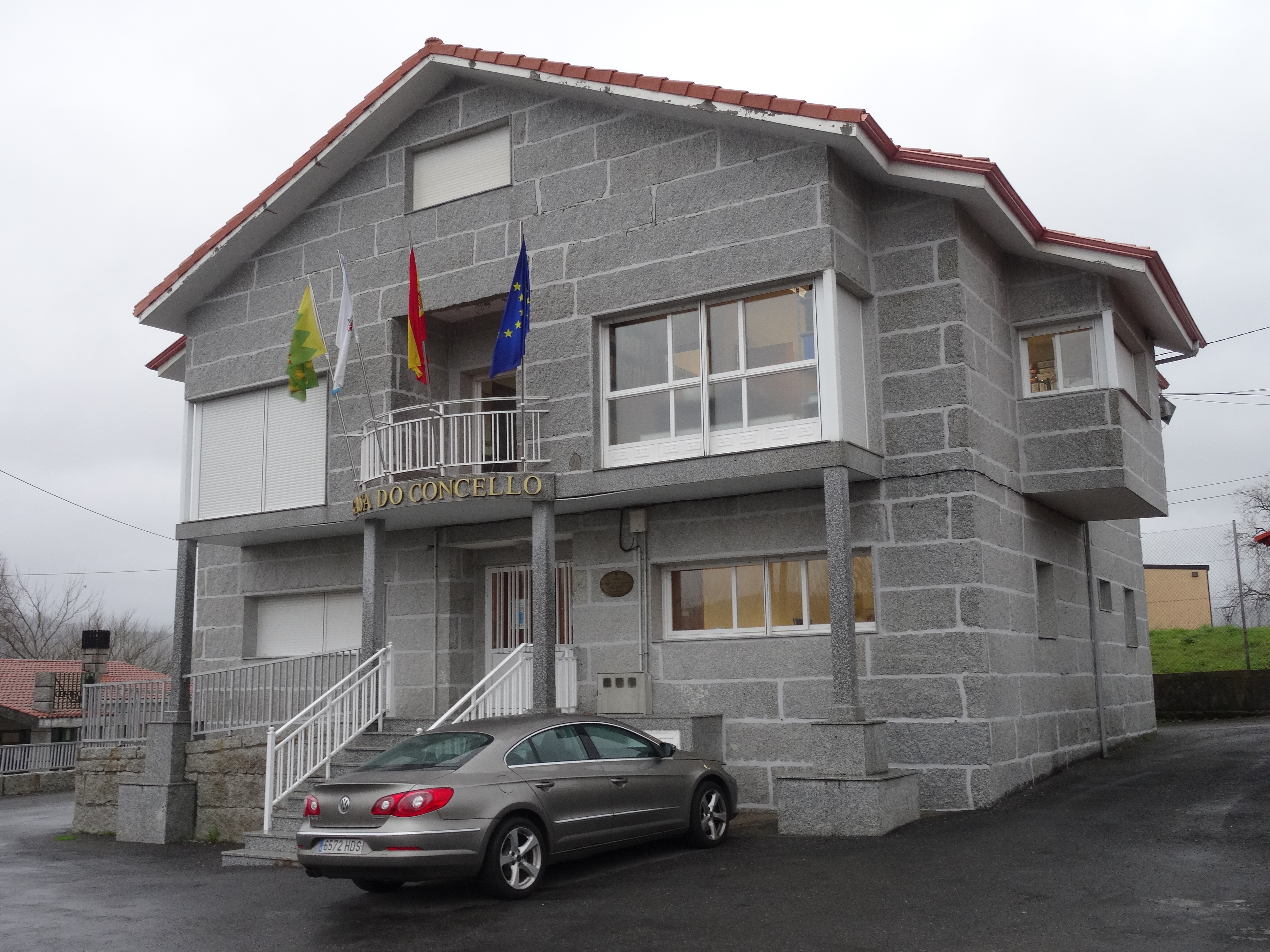
Rathaus

- Bartholomäuskirche in A Fraga
- Vinzenzkirche in Lobeira
- Christinenkirche
- Wallfahrtskirche Unser Lieben Frau von El Viso
- Rathaus